# 蟻形蟲科
蟻形蟲科（Anthicidae）是外形狀似螞蟻的鞘翅目昆蟲。本科涵蓋了大約100個屬，超過3000種。

## 形態學

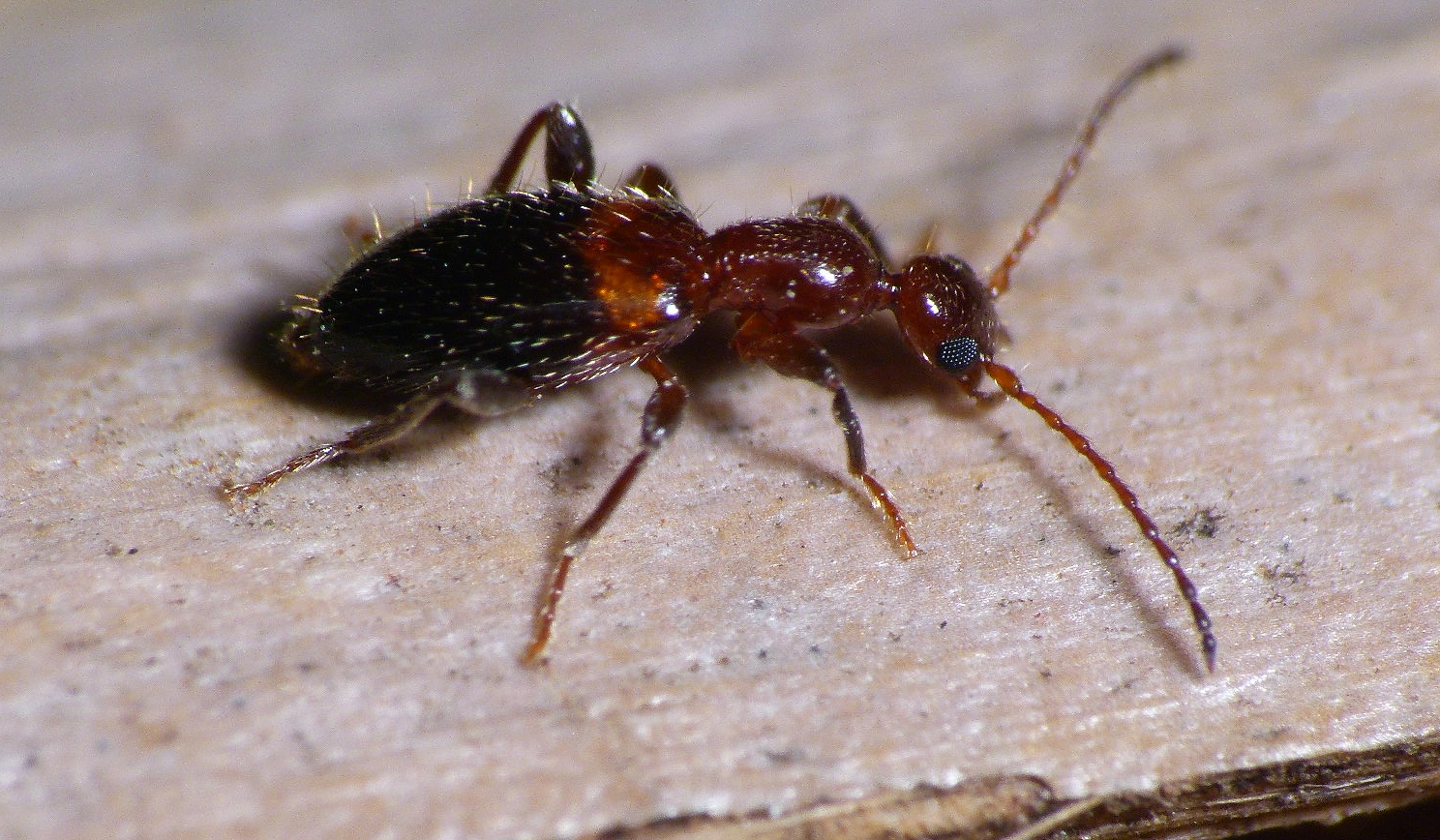
Profile of an anthicid

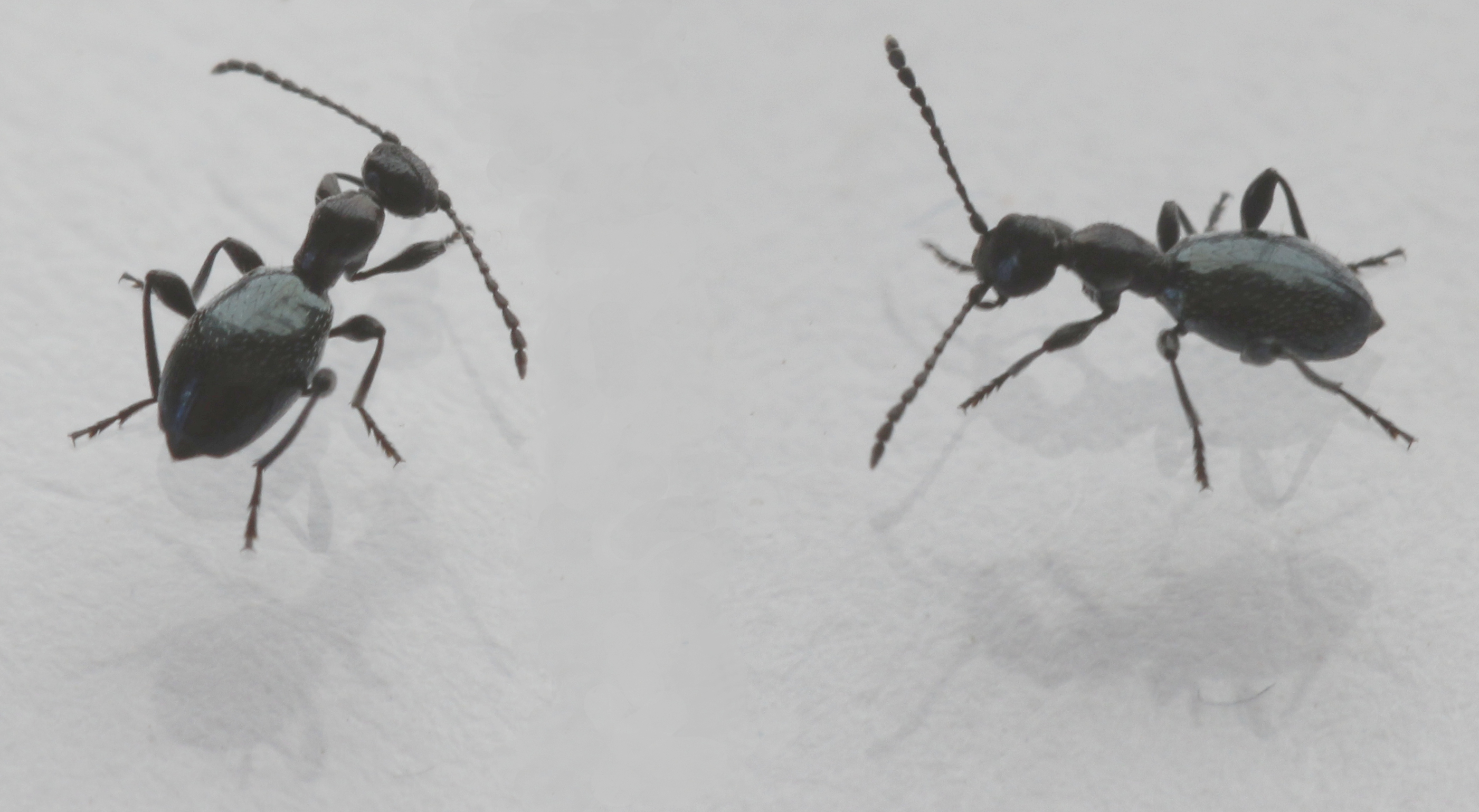
Members of the genus Anthelephila are ant-like in superficial appearance.

蟻形蟲的頭後部在前胸背板前緣處緊緊限縮，形成類似頸部的構造，該構造後部經常如同前胸背板一樣狹窄。牠們長著細長的觸角及六肢，加強牠們與螞蟻的相似性，身上則披覆著稀疏的剛毛。

## 生物學
蟻形蟲成蟲為雜食性，已知會取食小型節肢動物、花粉、真菌以及牠們能找到的任何可食用物質。有些蟻形蟲種類被應用為生物防治資材，因為牠們會捕食害蟲的卵及幼蟲。幼蟲在有的種類為雜食性，有些屬於肉食性，有些則以真菌為食，而在一角甲屬裡，其中一個種類的幼蟲曾在甘薯的塊莖中被發現。許多蟻形蟲科的成員會被斑蝥素（芫菁素）的吸引，並似乎會將其累積在體內，進而用於嚇阻掠食者。